# Investissement
 (janvier 2017).
Si vous disposez d'ouvrages ou d'articles de référence ou si vous connaissez des sites web de qualité traitant du thème abordé ici, merci de compléter l'article en donnant les références utiles à sa vérifiabilité et en les liant à la section « Notes et références ».
 (décembre 2012).
Selon le vocabulaire de la comptabilité nationale, l’investissement, mesuré par la formation brute de capital fixe (en abrégé FBCF), peut être le fait de différents agents économiques.
- pour les entreprises : c'est la valeur des biens durables acquis pour être utilisés pendant au moins un an dans leur processus de production. Il peut avoir trois formes : capacité, remplacement et productivité[1] ;
- pour les ménages : la FBCF dans le cadre de leur activité domestique ne concerne que l'acquisition ou la production pour leur propre compte de logements ;
- pour les entrepreneurs individuels : la formation brute de capital fixe (FBCF) des ménages en tant qu'entrepreneurs est comptée dans la FBCF des entreprises.

Les investissements financiers, les acquisitions de terrains et les investissements immatériels (publicité, etc.) ne sont pas comptabilisés dans la FBCF, bien que ces investissements aient pris depuis les années 1980 une grande importance dans la stratégies des sociétés.
Le rendement d'un investissement fait l'objet d'un calcul prenant en compte sa durée de vie ou sa durée d'utilisation (avec dans ce cas la prise en compte de valeur finale résiduelle de l'investissement).
L'investissement durable stratégique désigne un type d'investissement se voulant plus vertueux, dans la perspective de développement durable, ce qui implique de prendre en compte dans la prise de décision d'investissement de nouveaux paramètres comme la durabilité et la soutenabilité.

## Objectif de l'investissement dans le secteur privé
L'impact d'un investissement sur une entreprise, qui produit et/ou met à disposition des biens et des services, peut être financier ou uniquement en propriété.
Cet impact est financier si l'entreprise reçoit effectivement le montant de l'investissement. Cet investissement va donc augmenter son capital social.
Seul un investissement sur le marché primaire (ex : lors de la fondation d'une société ou lors d'une émission d'actions d'une société existante) a un impact financier sur l'entreprise. Cet investissement sert en général à acquérir ou améliorer des moyens de production (machines, locaux, informatique, etc.).
Un investissement sur le marché secondaire (ex : un produit financier d'une assurance vie composé d'un « panier » d'actions) est un échange financier (ex : entre un particulier et sa banque) dont pas un sous ne va aux entreprises dont les actions composent le panier.
Dans tous les cas, que ce soit un investissement sur le marché primaire ou secondaire, il a un impact sur la propriété. Ainsi, les actions rachetées par d'autres lors d'une OPA peuvent provoquer des changements importants d'actionnaires qui, en vertu des pouvoirs que donne la propriété des actions, sont en mesure de modifier profondément les destinées de l'entreprise et de ses salariés, alors même que l'entreprise elle-même n'a pas reçu un sous : la transaction est uniquement entre investisseurs. Il en est de même lorsque des membres d'un C.A. de sociétés sont des gestionnaires de fonds d'investissement ou de pensions tenus de rentabiliser les placements de leurs petits ou gros épargnants.
Ces deux marchés (primaire et secondaire) nous suggèrent une typologie des investissements :
1. Investissements ayant une finalité d'accroissement du capital technique (ou capital fixe, ou capital productif) ;
2. Investissement financier dont la finalité est de rechercher une contrepartie (placement) ou à plus ou moins long terme un gain financier (plus-value).

Marx parle de cet investissement d'une manière que certains qualifieraient de manichéenne dans Das Kapital, Band 2, Abschnitt 1, 1.4 Der Gesamtkreislauf :
« Geldmachen ist das treibende Motiv. Produktion erscheint nur als notwendiges Übel dazu. » soit « Gagner de l'argent est le motif moteur. Pour cela, la production n'apparaît que comme un mal nécessaire ». … à défaut de pouvoir s'en défaire ou d'en rêver comme il le précise dans la parenthèse ensuite : « Alle kapitalistischen Nationen ergreift periodisch ein Schwindel, den sie zur Geldmacherei frei von lästiger Produktion nutzen. » soit « Toutes les nations capitalistes ont périodiquement une chimère, celle de pouvoir faire du fric en se passant d'une production pesante ennuyeuse ».
Ce rêve de légèreté et de vitesse des investissements se réalise justement dans la sphère financière, dans le marché secondaire, avec des « produits » financiers de toute sorte et les systèmes « électroniques » pour les transactions internationales. Il se réalise également dans la sphère de l'économie réelle, parfois au détriment de PdG trop adeptes d'une logique industrielle ou sociale et pas assez d'une logique « financière ».
Ainsi, Pierre Suard, ancien PdG d'Alcatel, a été nommé par des investisseurs dont la finalité était productive. Il a créé un empire industriel à l'image de Siemens, son concurrent le plus semblable. Il a été débarqué et remplacé par Serge Tchuruk en 1995 après l'arrivée de nouveaux actionnaires dont les investissements étaient plutôt à finalité « financière ». Ce dernier a concentré Alcatel sur son « cœur de métier », escompté le plus rentable, et a vendu le reste. Le changement de slogan qui a suivi, même du « cœur de métier », est révélateur d'un changement de finalité des investissements, moins industriel et plus financier : le slogan « être un architecte d'un monde internet » est remplacé par « apporter de la valeur ajoutée aux actionnaires ».
En mars 2021, la même mésaventure arrive à Emmanuel Faber, PdG de Danone débarqué sous l'impulsion d'actionnaires anglo-saxons insatisfaits des résultats financiers de leurs investissements, obérés, d'après eux, par la politique sociale de ce PdG.
À la vue des réalités économiques actuelles, il semble que l'influence des investissements « financiers », y compris sur le marché primaire, soit de plus en plus grande.
Cette domination des investissements « financiers » peut aussi s’apprécier en considérant les flux financiers : (1-) les flux financiers correspondant au marché primaire (à savoir investissements productifs) sont beaucoup moins importants que ceux correspondant au marché secondaire (à savoir investissements « financiers ») ; (2-) même au niveau du marché primaire, il semble que l'investisseur souhaite minimiser, rendre "marginale" son investissement et il a à sa disposition les outils juridiques pour le faire.
En effet, le plus souvent, les entreprises investissent directement soit en recyclant une partie de leurs bénéfices, soit en empruntant directement sur les marchés bancaires ou obligataires. La part d’investissement par le marché primaire (ex : par émission d'actions) est minime au regard de leur investissement direct : en 2016 investissement par émission d'actions : 22 M€ ; par emprunt des entreprises : 297 M€ (source : LaTribune et Insee).
.

### Investissements, «responsabilité limitée» et non réalité juridique de l'entreprise
Le concept de « responsabilité limitée » et sa mise en œuvre dans les lois au XIXe siècle (ex : en France, lois du 23 mai 1863 puis du 24 juillet 1867 ; en Angleterre lois de 1856 à 1862 sur les Joint-Stock Company limited) compte, d'après Y.N. Harari dans son célèbre ouvrage Sapiens, « parmi les inventions les plus ingénieuses de l’humanité » : « Peugeot est une création de notre imagination collective. Les juristes parlent de « fiction de droit ». Peugeot appartient à un genre particulier de fictions juridiques, celle des « sociétés anonymes à responsabilité limitée ». L’idée qui se trouve derrière ces compagnies compte parmi les inventions les plus ingénieuses de l’humanité ». Harari en explique les avantages : « Si une voiture tombait en panne, l’acheteur pouvait poursuivre Peugeot, mais pas Armand Peugeot. Si la société empruntait des millions avant de faire faillite, Armand Peugeot ne devait pas le moindre franc à ses créanciers. Après tout, le prêt avait été accordé à Peugeot, la société, non pas à Armand Peugeot, l’Homo sapiens » actionnaire !
La « responsabilité limitée » limite certains risques et transfère certaines décisions et responsabilités de l'investisseur-actionnaire à la société-entreprise. Ce transfert ne s'accompagne pas en retour d'un transfert de propriété du fait de la non réalité juridique de l'entreprise : l'assemblée des actionnaires est propriétaire de fait (de par sa possession des actions) de tous les moyens de production (locaux, machines, moyens informatiques, etc.), y compris de ceux acquis grâce aux « millions » empruntés : c'est l'entreprise, qui acquiert en empruntant, qui rembourse, et qui entretient à ses frais les moyens de production en plus, bien entendu, de payer les salaires, charges et taxes.
Grâce à cette « responsabilité limitée » conjuguée avec la non-réalité juridique de l'entreprise, plusieurs procédés permettent aux investisseurs-actionnaires d'accroître les moyens de production en optimisant leur coût. 

### Objectifs plus précis de l'investissement productif
Sous la finalité générale d'accroissement du capital technique (ou capital fixe, ou capital productif) des objectifs plus précis peuvent être visés :
- l'investissement de remplacement ou de renouvellement, a pour but de maintenir l'activité à son niveau actuel ;
- l'investissement de modernisation ou de productivité, a pour but d'accroître la productivité en introduisant des équipements modernes et perfectionnés ;
- l'investissement de capacité ou d'expansion, a pour but d'augmenter la capacité de production de l'entreprise en ajoutant par exemple des unités de production que ce soit d'un produit déjà existant, il s'agit alors d'une expansion quantitative, ou d'un nouveau produit - on parle alors d'expansion qualitative ;
- l'investissement total.

## Autres caractéristiques de l'investissement
L'investissement peut être qualifié de :
- productif : attention double sens possible :
  - soit renvoie à l'idée qu'il s'agit d'un investissement de nature directement productive,
  - soit renvoie à l'idée de l'efficacité de son rendement : la valeur cumulée des biens et des satisfactions obtenues est supérieure voire très supérieure au coût investi ;
- non directement productif (voire improprement qualifié d'improductif): il concerne des biens et des services d'utilité publique (écoles, hôpitaux, etc.) ;
- matériel : il se traduit par la création d'un bien ou actif réel (un bien de production, par exemple) ;
- immatériel : il concerne des services : les dépenses de formation, de recherche-développement, de marketing, de publicité, les achats de brevets, de licences, de logiciels, etc., susceptibles d'apporter un développement futur ;
- financier : il doit être considéré à part compte tenu de ce que sa finalité est de rechercher une contrepartie (placement) ou à plus ou moins long terme un gain financier (plus-value) ;
- stratégique, lorsqu'il est jugé essentiel pour la survie ou l'avenir de l'investisseur ;
- réputationnel, lorsqu'il contribue ou est nécessaire à la réputation de l'entreprise ou à son maintien, avec par exemple la publicité, l'acquisition de certains labels et certifications, certaines formes de mécénat, le rappel de produit[9].

### Enregistrement de l'investissement dans le système d'information
L'investissement « productif » se décompose d'abord en bâtiments puis en équipements.
La manière dont sont enregistrées et répertoriées les dépenses d'investissement peut conduire à des difficultés pratiques :
Par exemple, les dépenses en technologies de l'information sont habituellement rattachées à des centres de coût dans les entreprises. Or dans ce type de dépenses, 50 % en moyenne[réf. nécessaire] concerne la maintenance d'applications existantes, (dépenses d'exploitation) les 50 % restant concernent les développements (dépenses d'investissement). Or la distinction est souvent perdue dans la comptabilité des entreprises (avec un impact fâcheux sur l'évaluation objective de l'effort d'investissement et/ou d'innovation).

### Investissement brut / Investissement net
On parle d'investissement brut quand le flux d'investissement comprend l'investissement neuf et l'investissement de remplacement.
Le calcul de l'Investissement net s'obtient par différence entre : Capital technique de fin de période - Capital technique en début de période. Il représente l'investissement brut moins l'amortissement.

## Critères de décision d'un investissement

### Analyse micro-économique

#### Selon la théorie économique
L'investissement doit être fait jusqu'au point où son bénéfice marginal égale son coût marginal. Cela suppose évidemment que les biens d'investissements nécessaires soient disponibles.

#### Selon le critère de la rentabilité
Investir revient à engager de l'argent dans un projet, en renonçant à une consommation immédiate ou à un autre investissement (coût d'opportunité) et en acceptant un certain risque, pour accroître ses revenus futurs.
La rentabilité est mesurable selon différentes méthodes qui ne donnent pas toutes toujours exactement le même résultat, tout en restant globalement cohérentes
- le retour sur investissement, qui peut s'exprimer en taux ou en temps, mesure le ratio des sommes rapportées par l'investissement sur le montant investi ;
- la valeur actuelle nette : l'investissement rapporte la différence entre son coût et la VAN, qui dépend du taux d'actualisation retenu ; elle diffère du retour sur investissement en ce qu'elle tient compte du montant total investi : par exemple, le retour sur investissement peut être meilleur pour l'achat d'une bicyclette que d'une maison (rendement respectif de 100 % et 1 %) et la VAN en sens inverse (VAN respective de 200 € et 100 000 €) ;
- le taux de rentabilité interne (TRI) : l'investissement est d'autant plus rentable que ce taux est élevé (cependant, pour un taux d'actualisation donné et connu, la VAN est un indicateur plus significatif, alors qu'on peut trouver deux investissements A et B tels TRIA > TRIB et VANB > VANA).

On peut également assimiler à la rentabilité des critères tels que le temps nécessaire pour atteindre le point mort (durée nécessaire pour que les flux générés soient égaux au montant de l’investissement initial).
Le risque pris par l'investisseur est aussi un critère important, dont un indicateur est le ratio de la capacité d'autofinancement par rapport au montant investi ; il est souvent fait à titre prévisionnel pour déterminer si un investissement proposé est adapté, et dans quelle mesure il satisfera l'investisseur.
Quelle que soit la méthode utilisée, les paramètres suivants doivent être convenablement appréciés et intégrés dans le calcul :
- le capital investi a une durée prévue d'utilisation à la fin de laquelle il peut encore présenter une valeur résiduelle ;
- le prix relatif du capital par rapport à celui du travail influe sur l'investissement. Lorsque le prix du capital baisse par rapport à celui du travail, il est intéressant d'engager des investissements de productivité, qui permettent de substituer du capital (moins cher) au travail (plus cher) ;
- les taux d'intérêt déterminent le coût des emprunts contractés pour effectuer un investissement et peuvent donc freiner l'investissement s'ils sont élevés ;
- le niveau d'endettement de l'entreprise joue aussi : une entreprise endettée devra consacrer ses profits à son désendettement au risque de disparaître ;
- les entreprises cherchent à anticiper la demande avant d'investir pour savoir s'il est nécessaire d'augmenter leurs capacités de production. Ainsi, des anticipations favorables où l'on prévoit une hausse de la demande, favorisent l'investissement tandis que les anticipations défavorables qui prévoient une stagnation ou une baisse de la demande, le freinent. C'est le principe de la demande anticipée ou effective évoquée par Keynes. C'est la demande anticipée des entrepreneurs qui va déterminer l'offre.

#### Autres méthodes financières
D'autres méthodes existent qui s'inscrivent dans la mouvance des théories financières intégrant davantage l'incertitude future liée aux valorisations découlant du marché :
- James Tobin a proposé un critère, appelé le Q de Tobin qui compare la valeur boursière de l'investissement avec son coût de remplacement ;
- Dixit et Pindyck(1994)[10] proposent de faire l'analogie avec les options: pour la décision d'investissement, l'entrepreneur a le choix entre ne rien faire (attendre) ou investir tout de suite, choix dont l'irréversibilité joue un rôle important dans la productivité.

### Analyse macro-économique
Dans sa décision d'investir, l'entrepreneur compare le cout de l'investissement (I) et la somme des valeurs, actualisées et pondérées par les risques, des rentrées de trésorerie obtenues grâce à l'investissement (R). Le projet d'investissement sera réalisé si R > I. Dans l'analyse keynésienne, l'efficacité marginale du capital désigne le taux de rendement interne de l'investissement. Elle sert de taux d'actualisation des recettes tirées de l'investissement. À savoir, l'investissement est d'autant plus important que le taux d'intérêt est faible. Pour Keynes, l'investissement dépend de la comparaison entre l'efficacité marginale r de l'investissement et le taux d'intérêt pratiqué sur le marché des capitaux, i. Si r > i, la décision de réaliser l'investissement est justifiée. Il peut être financé soit à partir de fonds dont dispose l'entreprise, soit à partir d'emprunt dont le coût est inférieur au taux de rendement de l'investissement. La formule de Keynes n’est valable que pour un investissement financé uniquement par la dette. Si une partie du financement est apportée en fonds propres, il est nécessaire d’en calculer le coût puis de calculer le coût moyen pondéré du capital, qui sera substitué à i. Par ailleurs, l’entrepreneur prendra une marge de sécurité car en pratique, le rendement de l’investissement ne sera pas égal à celui anticipé.
Dans l'analyse macro-économique, le terme d'investissement est réservé à la seule création de biens capitaux nouveau (machines, immeubles...). Pour Keynes, l'investissement dépend de l'efficacité marginale du capital et du taux d'intérêt. En fait, les dépenses en biens d'investissement dépendent principalement de deux variables :
- le rendement attendu de l'investissement, dit "efficacité marginale du capital",
- le taux d'intérêt i ou coût d'emprunt contracté pour financer l'acquisition de biens d'investissement.

Pour une efficacité marginale donnée, l'investissement apparaît comme une fonction décroissante du taux d'intérêt. Le niveau du taux d'intérêt est donc la variable incitatrice ou désincitatrice privilégiée du processus d'investissement. Dans l'analyse keynésienne, l'investissement est considéré comme autonome, c'est-à-dire indépendant du revenu.

## Financer les investissements économiques

### Préalable de la réflexion
- Avant toute chose, le dirigeant doit faire tout d'abord son métier en restituant l'investissement dans la stratégie d'entreprise et l'organisation d'entreprise. À défaut, il risque de prendre des décisions hâtives en matière de moyens mais sans chemin pertinent et/ou dans une facilité trompeuse qui juge inutile la nécessité de cette réflexion.
- Avant d'engager ses ressources propres à l'investissement, l'entreprise doit en effet examiner toutes les solutions possibles pour financer son besoin de financement : autofinancement, recours à l'emprunt, leasing, aides publiques (pour la R&D), augmentation de capital ou financement par prélèvement sur fonds propres. Ces sources de financement peuvent être combinées.
- Il faut aussi noter que les investissements peuvent aussi être financés par cession d'actifs , (dans l'hypothèse où l'entreprise désinvestit dans le cadre d'une stratégie de réorientation ou de recentrage de ses activités).
- Le législateur offre des possibilités de réduction d'impôt sur le revenu et impôt de solidarité sur la fortune (ISF) pour les particuliers qui investissent dans les PME. La PME doit répondre à des critères quantitatifs (CA < 50M€, emploie de moins de 250 salariés) et à la définition de PME communautaire.

Pour l'ISF la réduction fiscale ne concerne que la souscription au capital initial de la société ou la souscription à une augmentation de capital de celle-ci. La possibilité de réduire son ISF risque donc de ne profiter principalement qu'à un cercle réduit de contribuables, sollicités par leur entourage pour participer à ce type d'opérations souvent réalisée en cercle restreint.

### Autofinancement
L'autofinancement est le financement des investissements par des moyens internes à l'entreprise. L'autofinancement se mesure de deux manières : le taux de marge qui donne une indication sur les ressources de l'entreprise (excédent brut d'exploitation / valeur ajoutée) et le taux d'autofinancement : EB/FBCF (Formation Brute de Capital Fixe) qui mesure la part de l'investissement qui est financée par l'épargne brute (partie de l'EBE, hors dividendes, intérêts et impôts, servant à financer la FBCF).

### Recours à l'emprunt
Cela consiste à lever des capitaux sous forme de prêt auprès de tiers. La durée de l'emprunt doit être en accord avec la durée d'amortissement du bien acheté (en général l'emprunt est un peu plus court que celle-ci). L'emprunt peut être de 2 types : bancaire ou obligataire.

### Augmentation de capital «en numéraire»
Il s'agit d'augmenter les capitaux propres de l'entreprise en faisant souscrire de nouvelles parts (SARL) ou actions (SA). Il est demandé, via une opération d'augmentation de capital en numéraire,
- aux actionnaires de mettre la main à la poche pour financer les investissements ;
- et/ou à de nouveaux actionnaires d'entrer dans le capital de l'entreprise.

Cette méthode a l'avantage de renforcer la solvabilité de l'entreprise, laquelle de toute façon ne peut dépasser un certain montant de recours à l'emprunt sans perdre la confiance de ses banques et fournisseurs. Cela dit, cette opération est assez souvent mal vue par les actionnaires, car l'émission de nouvelles actions va « diluer » la valeur de leurs actions actuelles.
Cette méthode n'est donc utilisable que si les actionnaires acceptent de remettre de l'argent dans la société. Cela dépendra en grande partie :
- de la rentabilité des fonds propres affichée ou visée par l'entreprise. Cette rentabilité et le risque qui lui est associé doit être comparée aux autres couples rentabilités/risques disponibles par ailleurs ;
- et, pour les sociétés cotées, du cours de bourse, qui doit être supérieur au prix d'émission des nouvelles actions pour qu'il y ait intérêt à souscrire celles-ci ;
- ou encore, facteur plus négatif mais qui entraîne une pression forte sur les actionnaires, d'une situation d'endettement critique risquant de faire sombrer l'entreprise si elle ne trouve pas de l'argent frais pour conforter ses capitaux propres.

L'augmentation de capital en numéraire ne doit pas être confondue avec celle par incorporation de réserves (il ne s'agit alors que d'un transfert de poste comptable à l'intérieur des capitaux propres) ni celle par échange de titres (cas de fusion-acquisition)

## Erreurs d'investissement

### Investissement inadéquat
On parle de mal-investissement lorsque l'investissement est inadéquat : trop élevé (sur-investissement), trop faible (sous-investissement), ou les deux à la fois (i.e. : mal orienté).
La décision d'investir ou de ne pas le faire, est toujours une forme de pari sur l'avenir : il n'est donc pas étonnant de rencontrer des investissements inadéquats. Lorsqu'une accumulation d'investisseurs se trouvent commettre la même erreur, plus ou moins simultanément, celle-ci peut générer - au niveau macro-économique, dans une filière d'activité ou dans une zone géographique - des situations pouvant aller de la simple récession à la crise économique de plus grande ampleur (voir l'analyse du cycle économique).
En régime d'économie libre, la variable essentielle en la matière est le taux d'intérêt. Trop élevé, il rend impossible l'investissement même dans des projets a priori rentables. Trop bas, il favorise l'investissement dans des projets à la rentabilité trop faible.

### Surinvestissement
Des agents économiques trop optimistes peuvent sur-investir et créer des capacités de production excédentaires par rapport à la demande effective exprimée par le marché. À l'échelle d'un pays, ou d'une branche d'activité, l'insuffisance constatée des débouchés par rapport à l'offre ainsi créée va provoquer un effet déflationniste et la faillite des entreprises marginales (celles dont le prix de revient est le plus élevé).

### Soutien public
- Direction générale des entreprises (France)
- Oséo (France)
- Small Business Administration (États-Unis)
- Direction générale des entreprises (Espagne)